# Behind the Screen (film 1915)
Behind the Screen è un cortometraggio muto del 1915 diretto da  Al Christie e Tom Gibson.

## Produzione
Il film fu prodotto dalla Nestor Film Company.

## Distribuzione
Distribuito dall'Universal Film Manufacturing Company, il film era un documentario in due bobine che uscì nelle sale cinematografiche statunitensi il 23 luglio 1915.